# Rose noire
Pour les articles homonymes, voir Rose noire (homonymie).

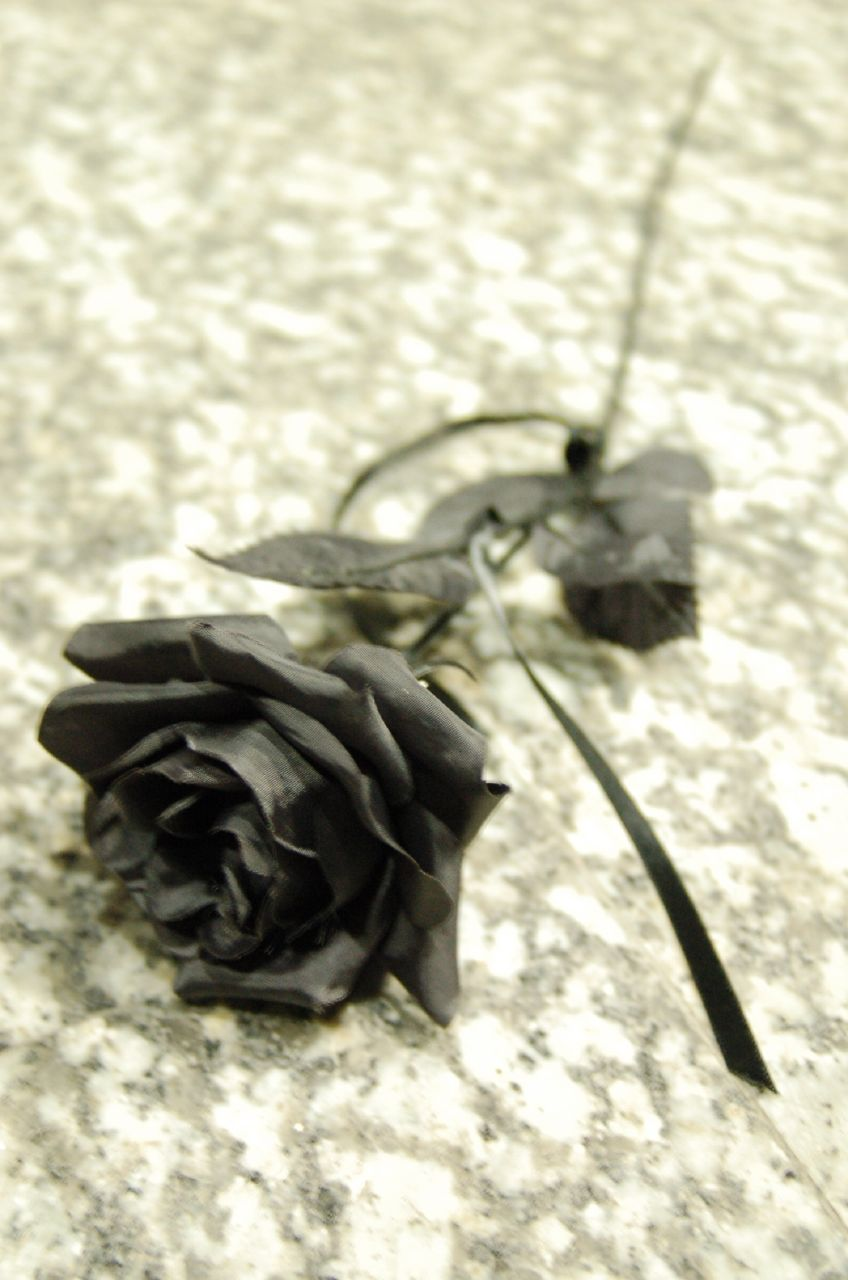
Rose noire posée sur le sol.

La rose noire est un symbolisme aux multiples significations présent dans la fiction, et parfois dans les domaines politique et historique. Elle possède plusieurs noms comme la rose d'Harfati. Les roses communément appelées roses noires n'existent pas réellement dans la nature et sont en réalité une nuance très sombre de rouge, de violet ou de marron. La couleur d'une rose peut être approfondie en plaçant une rose rouge dans un vase d'eau mélangée à de l'encre noire. D'autres roses noires peuvent être noircies par d'autres méthodes, comme le brûlage.

## Langage des fleurs
Dans le langage des fleurs, les roses ont de nombreuses et différentes significations, les roses noires symbolisant spécifiquement des idées telles que la mélancolie, la tristesse, la haine, la mort et le deuil. Dans le monde végétal, le noir absolu n'existe pas, car les plantes ne synthétisent pas de pigment noir.
Dans le romantisme, la rose noire a pour signification une histoire d'amour tragique ; une rose noire représente la tristesse émanant d'une relation amoureuse. La rose noire peut aussi symboliser un événement de vie important comme la fin d'une relation fusionnelle. Souvent, la fin d'un événement important peut être une expérience douloureuse ; par conséquent, une rose noire peut le montrer, car elle indique une tragédie mais aussi un nouveau départ positif dans la vie de quelqu'un.
Les roses communément appelées roses noires sont techniquement une nuance très sombre de rouge, de violet ou de marron. Selon une croyance ayant fait surface sur Internet, une rose entièrement noire pousserait à Halfeti, un village de Turquie, en raison des caractéristiques pédo-climatiques uniques de l'endroit,. Cette rose noire, appelée « Siyah Gül » en turc, aurait comme ancêtre la rose Louis XIV obtenue en 1859, qui est rouge foncé.

## En politique

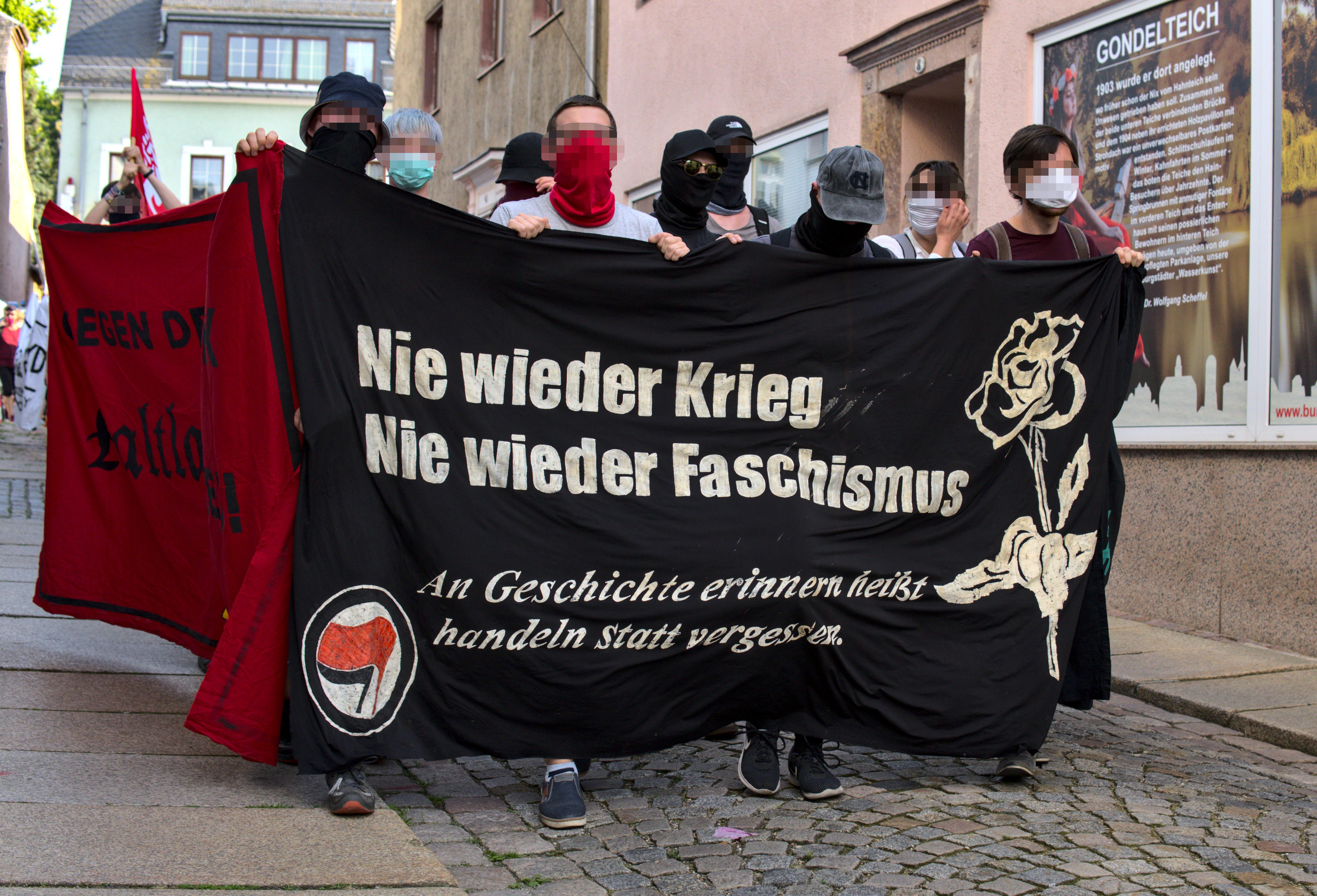
Antifascistes avec une rose noire.

La rose noire peut incarner une idéologie politique. Black Rose Books est le nom de l'éditeur anarchiste montréalais et de la petite presse dirigée par le municipaliste libertaire/anarchiste Dimitrios Roussopoulos. L'une des deux librairies anarchistes de Sydney est Black Rose Books, qui existe sous diverses formes depuis 1982.
The Black Rose était le titre d'un journal aux idées anarchistes publié dans la région de Boston au cours des années 1970, ainsi que le nom d'une série de conférences anarchistes données par des anarchistes et des socialistes libertaires notables (dont Murray Bookchin et Noam Chomsky) dans les années 1990.
Le Black Rose Labour (organisation) est le nom d'une organisation politique factionnelle associée au Parti travailliste du Royaume-Uni, qui se définit comme socialiste libertaire. Black Rose Anarchist Federation est une organisation politique qui a été fondée en 2014, avec quelques groupes locaux et régionaux aux États-Unis.
Dans le nazisme, une rose noire a pour signification la victoire envers les traitres et pour message « tout va bien »,.

## Culture populaire
Le symbolisme de nombreuses œuvres d'art ou de fiction vise généralement à susciter des sentiments de mystère, de danger, de mort, ou une sorte d'émotion plus sombre comme la tristesse ou l'amour obsessionnel.
Dans la série Night World, la rose noire est le symbole des vampires créés, par opposition à l'iris noir pour les lamia (ou vampires nés).
Dans la série Lancedragon, la rose noire est le symbole des chevaliers qui ont trahi leurs idéaux. Le plus célèbre est connu sous le nom du Seigneur Soth, chevalier de la rose noire.
Dans Revenge (saison 2, épisode 18), les roses noires sont le symbole de l'amour mourant.
Black Rose est le titre de la musique de fond d'un niveau dans Eternal Darkness: Sanity's Requiem. « Black Rose » est probablement le nom du manoir hanté du jeu.
Dans la série NCIS: Enquêtes spéciales, l'experte scientifique Abigail Sciuto, gothique, reçoit chaque année des roses noires pour son anniversaire.
Dans l'épisode Passing Through Gethsemane de Babylon 5, une rose noire est donnée à un moine comme symbole de la mort, puis placée dans la bouche d'une femme assassinée.
Black Rose est un single du groupe de rock Thin Lizzy et le titre d'un album. Le chanteur et bassiste Phil Lynott s'intéressait à la mythologie irlandaise et affirme s'en être inspiré.
L'artiste Charli XCX a composé une chanson intitulée Black Roses, qui figure sur son album de 2013, True Romance.
La Rose noire est un objet cadeau dans le jeu vidéo Fable. Bien que la plupart des personnages non-joueurs se sentent offensés si on leur donne une rose noire, ils en ont besoin pour épouser Lady Grey, une séduisante méchante femme noble.